# 울산 롯데캐슬스카이
울산 롯데캐슬스카이(영어: Lotte Castle Sky)는 대한민국 울산광역시 중구 중앙동에 위치한 초고층 아파트 단지다.

## 갤러리

## 같이 보기
- 울산광역시의 마천루 목록